# Diablo Immortal
Diablo Immortal este un joc video de acțiune de rol online multiplayer gratuit, dezvoltat de Blizzard Entertainment și NetEase. Parte a seriei Diablo, are loc între evenimentele din Diablo II și Diablo III. Jucătorii controlează un personaj din clasa aleasă –  Barbar, Vrăjitor, Călugăr, Necromant, Vânător de demoni sau Cruciat – care trebuie să găsească și să distrugă cioburi (shards) ascunse din Piatra Lumii (Worldstone), pentru a-l împiedica pe Skarn, Lord al Pierzaniei, să distrugă lumea Sanctuarului.
Dezvoltarea Diablo Immortal a început cu scopul de a crea un joc Diablo centrat pe comenzile tactile pentru cei care au jucat predominant pe mobil, care a fost extins ulterior pentru a suporta și controlere de joc sau a rula pe PC. Jocul încorporează un model de afaceri care permite jucătorilor să deblocheze conținut prin microtranzacții, deși tot conținutul poate fi obținut (mai lent) și fără plată.

## Lansare și primire
Anunțul jocului Diablo Immortal la BlizzCon⁠(d) din 2018 a avut un răspuns în mare parte negativ din partea fanilor Diablo, care anticipaseră o tranșă concepută pentru PC. A fost lansat pe Android și iOS la 2 iunie 2022 în funcție de țară, în principal din afara regiunii Asia-Pacific⁠(d), cu o lansare beta pentru Windows la aceeași dată. Lansarea jocului în Asia-Pacific a fost amânată cu câteva zile înainte de data sa inițială, majoritatea lansărilor având loc la 8 iulie 2022, iar lansarea sa în China a avut loc la 25 iulie 2022.
Immortal a avut recenzii mixte, cu laude pentru luptă, grafică și adaptarea lui Diablo ca un joc mobil, în timp ce criticile au vizat intriga, actoria vocală și concentrarea jocului pe micro-tranzacții. A fost cel mai slab joc evaluat de utilizatori pe Metacritic ca răspuns la micro-tranzacții și la sistemul de progresie în joc.